# 11434 Лонерт
11434 Лонерт (лат. Lohnert; 1931 TC2) — астероїд головного поясу, відкритий 10 жовтня 1931.
Тіссеранів параметр щодо Юпітера — 3.275.